# Tour della nazionale maschile di rugby a 15 del Canada 1992
Dopo l'ottima prestazione ai mondiali del 1991 (eliminata nei quarti di finale), la nazionale canadese di rugby XV viene sovente chiamata per tour in Europa e Oceania.
Nel 1992 si reca in Europa.
Il principale match del tour fu quello con l'Inghilterra :
| Arbitro: | Gareth Simmonds |

| |            | |
| Guscott,Hunter 2 Winterbottom | mt         | Rees |
| | tr         | Rees |
| Webb 2 | c.p.       | Rees 2 |
| 15.John Webb, 14.Ian Hunter, 13.Will Carling cap., 12.Jerry Guscott, 11.Tony Underwood, 10.Rob Andrew, 9.Dewi Morris, 8.D.Richards, 7.P.Winterbottom, 6.D.Ryan, 5.Martin Bayfield, 4.Wade Dooley, 3.Victor Ubogu, 2.John Olver, 1.Jason Leonard | Formazioni | 15.Scott Stewart, 14.Steve Gray, 13.M. Williams, 12.Ian Stuart, 11.Dave Lougheed, 10.Gareth Rees, 9.John Graf, 8.Colin McKenzie, 7.Gord MacKinnon, 6.Ian Gordon, 5.Norm Hadley (c), 4.Jeff Knauer, 3.Dan Jackart, 2.Karl Svoboda, 1.Eddie Evans, sostituti: , 16.Kevin Wirachowski |